# Anopheles funestus
Anopheles funestus är en tvåvingeart som beskrevs av Giles 1900. Anopheles funestus ingår i släktet Anopheles och familjen stickmyggor. Inga underarter finns listade i Catalogue of Life.